# Pinna-Pedal-Reflex
Der Pinna-Pedal-Reflex ist ein tiermedizinisches diagnostisches Verfahren, was vor allem in der Kleintierdermatologie Anwendung findet. Bei der Ausführung wird entweder fünf Sekunden mit der Spitze eines Ohres an der Basis der Ohrmuschel gerieben oder mit den Fingern am Ohrmuschelrand gekratzt. Dabei reagiert ein Tier positiv, wenn es Kratzbewegungen mit dem gleichseitigen Hinterbein ausführt. 
Der Pinna-Pedal-Reflex ist ein Indikator für Juckreiz. Er hat bei der Sarcoptes-Räude des Hundes eine Sensitivität von 82 % und eine Spezifität von 94 %, selbst wenn die Ohrmuschel nicht von der Krankheit betroffen ist. Falsch positive Befunde treten bei Allergien, insbesondere bei Atopischer Dermatitis auf.